# Yashiro Hirokata

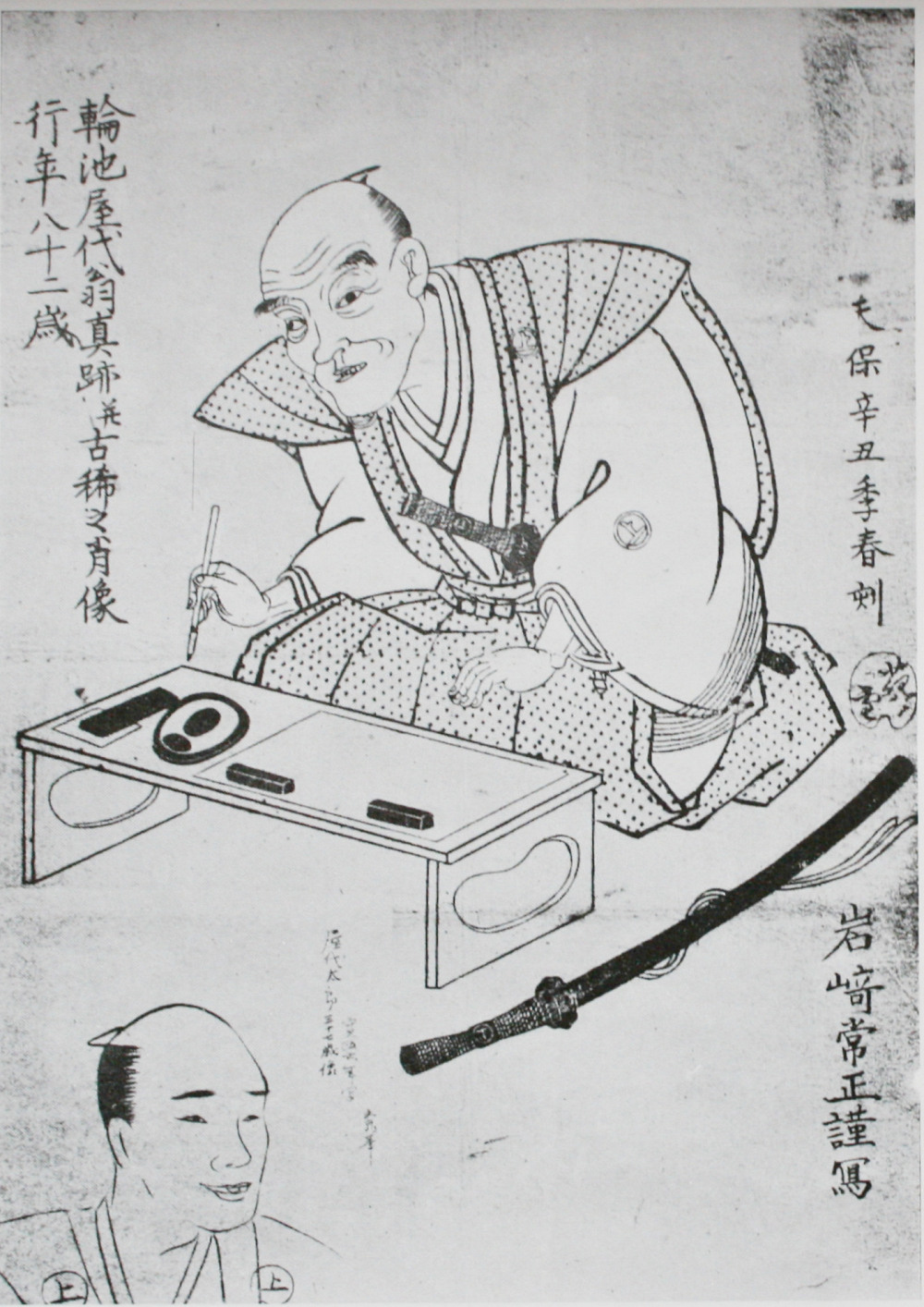
Yashiro Hirokata

Yashiro Hirokata (japanisch 屋代 弘賢, Go: Rinchi (輪池); geboren 1758 in Edo (Provinz Musashi); gestorben 10. März 1841 ebenda) war ein japanischer Gelehrter und Kalligraph.

## Leben und Wirken
Yashiro Hirokata war der Sohn von Yashiro Yoshifusa (屋代 佳房), einem Gefolgsmann des Shogunats am Schrein Kanda Myōjin in Edo. Er wurde üblicherweise Tarō (大郎) genannt, war bekannt für sein umfangreiches Wissen. Neben der Zusammenarbeit bei der Herausgabe von Hanawa Hokiichis „Gunsho ruijū“ und Shibano Ritsuzans „Kuni kagami“ (国鑑) – „Länderspiegel“. Zu seinen weiteren Werken gehört „Kansei Chōshū Shokefu“ (寛政重修諸家譜) – „Aufzeichnungen zu verschiedenen Familien während der Kansei-Zeit“. Auf Anordnung des Shogunatas publizierte er 1840 „Kokon yōrankō“ (古今要覧稿) – „Handbuch zum Altertum und zur Neuzeit“ in Japan und China.
Yashiro war auch als Kalligraph tätig und schrieb beispielsweise die Reinschriften der Antworten des Shogunats an Russland. Sein Grab befindet sich noch immer im Tempel Myōsei-ji (妙清寺) im Ortsteil Hakusan (白山), Bezirk Bunkyō, Tokio.
Viele von Yashiros Schriften wurden als Manuskripte an die National Diet Library, Seikadōbunko-Kunstmuseum, Tōyō Bunko, National Archives und die Mukyukai-Bibliothek weitergegeben. Viele der Bücher der Shinobazu-Sammlung (不忍文庫) wurden nach seinem Tod in die Awakuni-Bibliothek (阿波国文庫) der Tokushima-Domäne gebracht, die aber 1950 – nun Teil der Präfekturbibliothek Tokushima – bei einem Brand zerstört wurde.